# EHF European League 2021/22
An der EHF European League 2021/22 nahmen 52 Männer-Handball-Vereinsmannschaften teil, die sich in der vorangegangenen Saison in ihren Heimatländern für den Wettbewerb qualifizieren konnten. Es war die zweite Austragung des Wettbewerbs unter diesem Namen. Die Ligaspiele begannen am 28. August 2021, das Finale wurde am 28. und 29. Mai 2022 in Lissabon ausgetragen. Benfica Lissabon gewann erstmals diesen Wettbewerb.

## 1. Qualifikationsrunde
Ausgeloste Spiele und Ergebnisse
| Mannschaft 1           | Mannschaft 2            | Hinspiel       | Rückspiel      | Gesamt  |
| ---------------------- | ----------------------- | -------------- | -------------- | ------- |
| Bjerringbro-Silkeborg  | Ystads IF               | Sa. 28.08.2021 | Sa. 04.09.2021 | 49 : 48 |
| Bjerringbro-Silkeborg  | Ystads IF               | 22 : 23        | 27 : 25        | 49 : 48 |
| HC Kriens-Luzern       | Benfica Lisabon         | Sa. 28.08.2021 | Sa. 04.09.2021 | 42 : 60 |
| HC Kriens-Luzern       | Benfica Lisabon         | 24 : 31        | 18 : 29        | 42 : 60 |
| RK Celje               | GOG                     | Sa. 28.08.2021 | Sa. 04.09.2021 | 58 : 65 |
| RK Celje               | GOG                     | 33 : 29        | 25 : 36        | 58 : 65 |
| Grupa Azoty Tarnów     | RK Našice               | Di. 31.08.2021 | Mi. 01.09.2021 | 51 : 60 |
| Grupa Azoty Tarnów     | RK Našice               | 23 : 28        | 28 : 32        | 51 : 60 |
| Vojvodina              | Kadetten Schaffhausen   | So. 29.08.2021 | Sa. 04.09.2021 | 49 : 54 |
| Vojvodina              | Kadetten Schaffhausen   | 26 : 20        | 23 : 34        | 49 : 54 |
| Csurgói KK             | HCM Constanța           | Sa. 28.08.2021 | So. 05.09.2021 | 51 : 58 |
| Csurgói KK             | HCM Constanța           | 23 : 27        | 28 : 31        | 51 : 58 |
| Górnik Zabrze          | ØIF Arendal             | So. 29.08.2021 | So. 05.09.2021 | 48 : 57 |
| Górnik Zabrze          | ØIF Arendal             | 19 : 29        | 29 : 28        | 48 : 57 |
| Águas Santas-Milaneza  | CB Ciudad de Logroño    | Sa. 28.08.2021 | Sa. 04.09.2021 | 54 : 60 |
| Águas Santas-Milaneza  | CB Ciudad de Logroño    | 26 : 26        | 28 : 34        | 54 : 60 |
| Balatonfüredi KSE      | HK Malmö                | So. 29.08.2021 | So. 05.09.2021 | 47 : 47 |
| Balatonfüredi KSE      | HK Malmö                | 27 : 25        | 20 : 22        | 47 : 47 |
| KS Azoty-Puławy        | MRK Sesvete             | Sa. 28.08.2021 | Sa. 04.09.2021 | 66 : 46 |
| KS Azoty-Puławy        | MRK Sesvete             | 29 : 21        | 37 : 25        | 66 : 46 |
| RK Prolet 62           | BM Granollers           | Fr. 03.09.2021 | Sa. 04.09.2021 | 50 : 63 |
| RK Prolet 62           | BM Granollers           | 21 : 36        | 29 : 27        | 50 : 63 |
| Maccabi Rischon LeZion | GK ZSKA                 | Sa. 28.08.2021 | So. 29.08.2021 | 49 : 58 |
| Maccabi Rischon LeZion | GK ZSKA                 | 26 : 29        | 23 : 29        | 49 : 58 |
| Rhein-Neckar Löwen     | Spor Toto SK            | Sa. 28.08.2021 | So. 29.09.2021 | 80 : 44 |
| Rhein-Neckar Löwen     | Spor Toto SK            | 38 : 22        | 42 : 22        | 80 : 44 |
| RK Trimo Trebnje       | Team Tvis Holstebro     | Fr. 27.08.2021 | Sa. 04.09.2021 | 59 : 60 |
| RK Trimo Trebnje       | Team Tvis Holstebro     | 31 : 25        | 28 : 35        | 59 : 60 |
| RK Poreč               | Valur Reykjavík         | Fr. 03.09.2021 | Sa. 04.09.2021 | 39 : 44 |
| RK Poreč               | Valur Reykjavík         | 18 : 22        | 21 : 22        | 39 : 44 |
| Alpla HC Hard          | Fenix Toulouse Handball | Sa. 28.08.2021 | Sa. 04.09.2021 | 55 : 66 |
| Alpla HC Hard          | Fenix Toulouse Handball | 23 : 27        | 32 : 39        | 55 : 66 |

## 2. Qualifikationsrunde
Ausgeloste Spiele und Ergebnisse
| Mannschaft 1            | Mannschaft 2        | Hinspiel       | Rückspiel      | Gesamt  |
| ----------------------- | ------------------- | -------------- | -------------- | ------- |
| Kadetten Schaffhausen   | BM Granollers       | Di. 21.09.2021 | Di. 28.09.2021 | 68 : 60 |
| Kadetten Schaffhausen   | BM Granollers       | 36 : 33        | 32 : 27        | 68 : 60 |
| Valur Reykjavík         | TBV Lemgo           | Di. 21.09.2021 | Di. 28.09.2021 | 47 : 54 |
| Valur Reykjavík         | TBV Lemgo           | 26 : 27        | 21 : 27        | 47 : 54 |
| Fenix Toulouse Handball | HK Malmö            | Di. 21.09.2021 | Di. 28.09.2021 | 59 : 49 |
| Fenix Toulouse Handball | HK Malmö            | 30 : 24        | 29 : 25        | 59 : 49 |
| GOG                     | Mors-Thy Håndbold   | Di. 21.09.2021 | Di. 28.09.2021 | 57 : 51 |
| GOG                     | Mors-Thy Håndbold   | 30 : 24        | 27 : 27        | 57 : 51 |
| KS Azoty-Puławy         | Füchse Berlin       | Di. 21.09.2021 | Di. 28.09.2021 | 53 : 65 |
| KS Azoty-Puławy         | Füchse Berlin       | 24 : 32        | 29 : 33        | 53 : 65 |
| USAM Nîmes Gard         | GK ZSKA             | Di. 21.09.2021 | Di. 28.09.2021 | 65 : 58 |
| USAM Nîmes Gard         | GK ZSKA             | 36 : 29        | 29 : 29        | 65 : 58 |
| Wisła Płock             | HCM Constanța       | Di. 21.09.2021 | Di. 28.09.2021 | 45 : 40 |
| Wisła Płock             | HCM Constanța       | 25 : 14        | 20 : 26        | 45 : 40 |
| Bjerringbro-Silkeborg   | RK Našice           | Di. 21.09.2021 | Di. 28.09.2021 | 59 : 59 |
| Bjerringbro-Silkeborg   | RK Našice           | 33 : 27        | 26 : 32        | 59 : 59 |
| Sporting Lissabon       | Team Tvis Holstebro | Di. 21.09.2021 | Di. 28.09.2021 | 62 : 53 |
| Sporting Lissabon       | Team Tvis Holstebro | 31 : 25        | 31 : 28        | 62 : 53 |
| Rhein-Neckar Löwen      | Benfica Lisabon     | Di. 21.09.2021 | Di. 28.09.2021 | 59 : 64 |
| Rhein-Neckar Löwen      | Benfica Lisabon     | 31 : 31        | 28 : 33        | 59 : 64 |
| CB Ciudad de Logroño    | Ademar León         | Di. 21.09.2021 | Di. 28.09.2021 | 61 : 58 |
| CB Ciudad de Logroño    | Ademar León         | 34 : 30        | 27 : 28        | 61 : 58 |
| ØIF Arendal             | Pays d’Aix UC       | Di. 21.09.2021 | Di. 28.09.2021 | 49 : 67 |
| ØIF Arendal             | Pays d’Aix UC       | 27 : 27        | 22 : 40        | 49 : 67 |

## Gruppenphase

### Gruppe A
| Pl.                              | Verein                  | Sp. | S | U | N | Tore      | Diff. | Punkte |
| -------------------------------- | ----------------------- | --- | - | - | - | --------- | ----- | ------ |
| 1.                               | Wisła Płock             | 10  | 9 | 0 | 1 | 0311:2580 | +53   | 18     |
| 2.                               | Füchse Berlin           | 10  | 8 | 0 | 2 | 0314:2690 | +45   | 16     |
| 3.                               | Fenix Toulouse Handball | 10  | 6 | 1 | 3 | 0292:2650 | +27   | 13     |
| 4.                               | Bidasoa Irún            | 10  | 3 | 1 | 6 | 0286:2860 | ±0    | 7      |
| 5.                               | HT Tatran Prešov        | 10  | 2 | 0 | 8 | 0240:3080 | −68   | 4      |
| 6.                               | Pfadi Winterthur        | 10  | 1 | 0 | 9 | 0271:3280 | −57   | 2      |
| Quelle: EHF, Stand: 8. März 2022 |                         |     |   |   |   |           |       |        |

Ergebnisse
| Gruppe A      | Polen | Deutschland | Slowakei | Frankreich | Spanien | Schweiz |
| ------------- | ----- | ----------- | -------- | ---------- | ------- | ------- |
| Wisła Płock   | X     | 24:28       | 33:29    | 33:29      | 33:26   | 35:27   |
| Füchse Berlin | 29:30 | X           | 36:23    | 32:30      | 35:23   | 35:29   |
| Tatran Prešov | 15:29 | 23:27       | X        | 19:31      | 27:25   | 29:33   |
| Toulouse      | 24:30 | 28:27       | 34:20    | X          | 26:26   | 34:27   |
| Bidasoa Irún  | 28:29 | 32:35       | 33:24    | 24:26      | X       | 32:28   |
| Winterthur    | 23:35 | 27:30       | 27:31    | 27:30      | 23:37   | X       |

| Di., 19. Oktober 2021 18:45 Uhr | Füchse Berlin                         | 32:30   | Fenix Toulouse Handball | Max-Schmeling-Halle Zuschauer: 2268 Schiedsrichter: Jesper Kirkholm Madsen & Henrik Mortensen |
| Di., 19. Oktober 2021 18:45 Uhr | meiste Tore: 7 Wiede, Holm, Andersson | (15:12) | meiste Tore: 7 Borzaš   | Max-Schmeling-Halle Zuschauer: 2268 Schiedsrichter: Jesper Kirkholm Madsen & Henrik Mortensen |
| Di., 19. Oktober 2021 18:45 Uhr | eurohandball.com                      |         |                         | Max-Schmeling-Halle Zuschauer: 2268 Schiedsrichter: Jesper Kirkholm Madsen & Henrik Mortensen |

| Di., 19. Oktober 2021 20:45 Uhr | Pfadi Winterthur          | 23:35   | Wisła Płock              | Axa-Arena Zuschauer: 586 Schiedsrichter: Daniel Accoto Martins & Roberto Accoto Martins |
| Di., 19. Oktober 2021 20:45 Uhr | meiste Tore: 6 Schönfeldt | (11:18) | meiste Tore: 9 Kosorotov | Axa-Arena Zuschauer: 586 Schiedsrichter: Daniel Accoto Martins & Roberto Accoto Martins |
| Di., 19. Oktober 2021 20:45 Uhr | eurohandball.com          |         |                          | Axa-Arena Zuschauer: 586 Schiedsrichter: Daniel Accoto Martins & Roberto Accoto Martins |

| Di., 26. Oktober 2021 20:45 Uhr | Füchse Berlin           | 36:23   | HT Tatran Prešov                   | Max-Schmeling-Halle Zuschauer: 2025 Schiedsrichter: Denis Bolic & Christoph Hurich |
| Di., 26. Oktober 2021 20:45 Uhr | meiste Tore: 10 Vujović | (18:12) | meiste Tore: 6 Caballero Hernández | Max-Schmeling-Halle Zuschauer: 2025 Schiedsrichter: Denis Bolic & Christoph Hurich |
| Di., 26. Oktober 2021 20:45 Uhr | eurohandball.com        |         |                                    | Max-Schmeling-Halle Zuschauer: 2025 Schiedsrichter: Denis Bolic & Christoph Hurich |

| Di., 26. Oktober 2021 20:45 Uhr | Bidasoa Irún                                 | 32:28   | Pfadi Winterthur          | Polideportivo Fernando Martín Zuschauer: 1433 Schiedsrichter: Daniel Accoto Martins & Roberto Accoto Martins |
| Di., 26. Oktober 2021 20:45 Uhr | meiste Tore: 6 Cavero Echepare, Azkue Saizar | (16:10) | meiste Tore: 6 Hadj Sadok | Polideportivo Fernando Martín Zuschauer: 1433 Schiedsrichter: Daniel Accoto Martins & Roberto Accoto Martins |
| Di., 26. Oktober 2021 20:45 Uhr | eurohandball.com                             |         |                           | Polideportivo Fernando Martín Zuschauer: 1433 Schiedsrichter: Daniel Accoto Martins & Roberto Accoto Martins |

| Di., 16. November 2021 18:45 Uhr | HT Tatran Prešov         | 29:33   | Pfadi Winterthur         | Tatran Handball Arena Zuschauer: 435 Schiedsrichter: Ivan Cacador & Eurico Nicolau |
| Di., 16. November 2021 18:45 Uhr | meiste Tore: 8 Kassatkin | (16:12) | meiste Tore: 10 Tynowski | Tatran Handball Arena Zuschauer: 435 Schiedsrichter: Ivan Cacador & Eurico Nicolau |
| Di., 16. November 2021 18:45 Uhr | eurohandball.com         |         |                          | Tatran Handball Arena Zuschauer: 435 Schiedsrichter: Ivan Cacador & Eurico Nicolau |

| Di., 16. November 2021 20:45 Uhr | Wisła Płock                  | 24:28   | Füchse Berlin       | ORLEN Arena Zuschauer: 1958 Schiedsrichter: Charlotte Bonaventura & Julie Bonaventura |
| Di., 16. November 2021 20:45 Uhr | meiste Tore: 7 Serdio Guntín | (14:15) | meiste Tore: 8 Holm | ORLEN Arena Zuschauer: 1958 Schiedsrichter: Charlotte Bonaventura & Julie Bonaventura |
| Di., 16. November 2021 20:45 Uhr | eurohandball.com             |         |                     | ORLEN Arena Zuschauer: 1958 Schiedsrichter: Charlotte Bonaventura & Julie Bonaventura |

| Di., 23. November 2021 20:45 Uhr | HT Tatran Prešov     | 23:27  | Füchse Berlin                        | Tatran Handball Arena Zuschauer: 100 Schiedsrichter: Tomislav Cindric & Robert Gonzurek |
| Di., 23. November 2021 20:45 Uhr | meiste Tore: 7 Rabek | (9:16) | meiste Tore: 4 Chrintz, Koch, Beneke | Tatran Handball Arena Zuschauer: 100 Schiedsrichter: Tomislav Cindric & Robert Gonzurek |
| Di., 23. November 2021 20:45 Uhr | eurohandball.com     |        |                                      | Tatran Handball Arena Zuschauer: 100 Schiedsrichter: Tomislav Cindric & Robert Gonzurek |

| Di., 30. November 2021 20:45 Uhr | Füchse Berlin                   | 35:29   | Pfadi Winterthur             | Max-Schmeling-Halle Zuschauer: 2012 Schiedsrichter: Matan Lindenbaum & Dor Laron |
| Di., 30. November 2021 20:45 Uhr | meiste Tore: 7 Vujović, Chrintz | (17:11) | meiste Tore: 6 Tskhovrebadze | Max-Schmeling-Halle Zuschauer: 2012 Schiedsrichter: Matan Lindenbaum & Dor Laron |
| Di., 30. November 2021 20:45 Uhr | eurohandball.com                |         |                              | Max-Schmeling-Halle Zuschauer: 2012 Schiedsrichter: Matan Lindenbaum & Dor Laron |

| Di., 14. Dezember 2021 18:45 Uhr | Pfadi Winterthur               | 23:37   | Bidasoa Irún                | Axa-Arena Zuschauer: 1121 Schiedsrichter: Christian Hannes & David Hannes |
| Di., 14. Dezember 2021 18:45 Uhr | meiste Tore: 5 Schönfeldt, Jud | (12:17) | meiste Tore: 6 Azkue Saizar | Axa-Arena Zuschauer: 1121 Schiedsrichter: Christian Hannes & David Hannes |
| Di., 14. Dezember 2021 18:45 Uhr | eurohandball.com               |         |                             | Axa-Arena Zuschauer: 1121 Schiedsrichter: Christian Hannes & David Hannes |

| Di., 08. Februar 2022 18:45 Uhr | Pfadi Winterthur                                | 27:30   | Füchse Berlin            | Axa-Arena Zuschauer: 1891 Schiedsrichter: Stevann Pichon & Laurent Reveret |
| Di., 08. Februar 2022 18:45 Uhr | meiste Tore: 5 Tynowski, Lagerquist, Hadj Sadok | (11:15) | meiste Tore: 10 Lindberg | Axa-Arena Zuschauer: 1891 Schiedsrichter: Stevann Pichon & Laurent Reveret |
| Di., 08. Februar 2022 18:45 Uhr | eurohandball.com                                |         |                          | Axa-Arena Zuschauer: 1891 Schiedsrichter: Stevann Pichon & Laurent Reveret |

| Di., 15. Februar 2021 18:45 Uhr | Fenix Toulouse Handball         | 28:27   | Füchse Berlin       | Palais das Sports Andre Brouat Zuschauer: 1500 Schiedsrichter: Bogdan Nicolae Stark & Romeo Mihai Stefan |
| Di., 15. Februar 2021 18:45 Uhr | meiste Tore: 7 Feuchtmann Pérez | (16:13) | meiste Tore: 7 Holm | Palais das Sports Andre Brouat Zuschauer: 1500 Schiedsrichter: Bogdan Nicolae Stark & Romeo Mihai Stefan |
| Di., 15. Februar 2021 18:45 Uhr | eurohandball.com                |         |                     | Palais das Sports Andre Brouat Zuschauer: 1500 Schiedsrichter: Bogdan Nicolae Stark & Romeo Mihai Stefan |

| Di., 15. Februar 2022 18:45 Uhr | Wisła Płock          | 35:27  | Pfadi Winterthur         | ORLEN Arena Zuschauer: 1480 Schiedsrichter: Miklos Andorka & Robert Hucker |
| Di., 15. Februar 2022 18:45 Uhr | meiste Tore: 6 Mihić | (16:9) | meiste Tore: 6 Leventoux | ORLEN Arena Zuschauer: 1480 Schiedsrichter: Miklos Andorka & Robert Hucker |
| Di., 15. Februar 2022 18:45 Uhr | eurohandball.com     |        |                          | ORLEN Arena Zuschauer: 1480 Schiedsrichter: Miklos Andorka & Robert Hucker |

| Di., 22. Februar 2022 18:45 Uhr | Füchse Berlin           | 35:23   | Bidasoa Irún               | Max-Schmeling-Halle Zuschauer: 2022 Schiedsrichter: Adam Biro & Oliver Kiss |
| Di., 22. Februar 2022 18:45 Uhr | meiste Tore: 10 Vujović | (16:10) | meiste Tore: 6 Aguinagalde | Max-Schmeling-Halle Zuschauer: 2022 Schiedsrichter: Adam Biro & Oliver Kiss |
| Di., 22. Februar 2022 18:45 Uhr | eurohandball.com        |         |                            | Max-Schmeling-Halle Zuschauer: 2022 Schiedsrichter: Adam Biro & Oliver Kiss |

| Di., 22. Februar 2022 20:45 Uhr | Pfadi Winterthur          | 27:30   | Fenix Toulouse Handball | Axa-Arena Schiedsrichter: Davor Loncar & Zoran Loncar |
| Di., 22. Februar 2022 20:45 Uhr | meiste Tore: 8 Hadj Sadok | (17:15) | meiste Tore: 8 Ilić     | Axa-Arena Schiedsrichter: Davor Loncar & Zoran Loncar |
| Di., 22. Februar 2022 20:45 Uhr | eurohandball.com          |         |                         | Axa-Arena Schiedsrichter: Davor Loncar & Zoran Loncar |

| Di., 01. März 2022 18:45 Uhr | Fenix Toulouse Handball         | 34:27   | Pfadi Winterthur          | Palais das Sports Zuschauer: 1800 Schiedsrichter: vars Cernavskis & Edmunds Bogdanovs |
| Di., 01. März 2022 18:45 Uhr | meiste Tore: 8 Feuchtmann Pérez | (14:16) | meiste Tore: 7 Sidorowicz | Palais das Sports Zuschauer: 1800 Schiedsrichter: vars Cernavskis & Edmunds Bogdanovs |
| Di., 01. März 2022 18:45 Uhr | eurohandball.com                |         |                           | Palais das Sports Zuschauer: 1800 Schiedsrichter: vars Cernavskis & Edmunds Bogdanovs |

| Di., 01. März 2022 20:45 Uhr | Bidasoa Irún                    | 32:35   | Füchse Berlin            | Polideportivo Fernando Martín Zuschauer: 1435 Schiedsrichter: Ozren Backovic & Mirko Palackovic |
| Di., 01. März 2022 20:45 Uhr | meiste Tore: 10 Cavero Echepare | (16:20) | meiste Tore: 8 Andersson | Polideportivo Fernando Martín Zuschauer: 1435 Schiedsrichter: Ozren Backovic & Mirko Palackovic |
| Di., 01. März 2022 20:45 Uhr | eurohandball.com                |         |                          | Polideportivo Fernando Martín Zuschauer: 1435 Schiedsrichter: Ozren Backovic & Mirko Palackovic |

| Di., 08. März 2022 18:45 Uhr | Pfadi Winterthur       | 27:31   | HT Tatran Prešov     | Axa-Arena Zuschauer: 442 Schiedsrichter: Yann Carmaux & Julien Mursch |
| Di., 08. März 2022 18:45 Uhr | meiste Tore: 8 Leopold | (12:14) | meiste Tore: 8 Rabek | Axa-Arena Zuschauer: 442 Schiedsrichter: Yann Carmaux & Julien Mursch |
| Di., 08. März 2022 18:45 Uhr | eurohandball.com       |         |                      | Axa-Arena Zuschauer: 442 Schiedsrichter: Yann Carmaux & Julien Mursch |

| Di., 08. März 2022 20:45 Uhr | Füchse Berlin       | 29:30   | Wisła Płock                       | Max-Schmeling-Halle Zuschauer: 2350 Schiedsrichter: Marko Boricic & Dejan Markovic |
| Di., 08. März 2022 20:45 Uhr | meiste Tore: 7 Holm | (15:16) | meiste Tore: 4 Daszek, Schitnikow | Max-Schmeling-Halle Zuschauer: 2350 Schiedsrichter: Marko Boricic & Dejan Markovic |
| Di., 08. März 2022 20:45 Uhr | eurohandball.com    |         |                                   | Max-Schmeling-Halle Zuschauer: 2350 Schiedsrichter: Marko Boricic & Dejan Markovic |

### Gruppe B
| Pl.                              | Verein              | Sp. | S | U | N | Tore      | Diff. | Punkte |
| -------------------------------- | ------------------- | --- | - | - | - | --------- | ----- | ------ |
| 1.                               | GOG                 | 10  | 7 | 1 | 2 | 0340:2970 | +43   | 15     |
| 2.                               | Benfica Lisabon     | 10  | 7 | 1 | 2 | 0336:3110 | +25   | 15     |
| 3.                               | HBC Nantes          | 10  | 5 | 3 | 2 | 0304:2660 | +38   | 13     |
| 4.                               | TBV Lemgo           | 10  | 5 | 2 | 3 | 0319:3120 | +7    | 12     |
| 5.                               | Riihimäki Cocks     | 10  | 1 | 1 | 8 | 0257:3310 | −74   | 3      |
| 6.                               | Medwedi Tschechow * | 10  | 1 | 0 | 9 | 0239:2780 | −39   | 2      |
| Quelle: EHF, Stand: 8. März 2022 |                     |     |   |   |   |           |       |        |

Ergebnisse
| Gruppe B          | Frankreich | Danemark | Portugal | Deutschland | Russland | Finnland |
| ----------------- | ---------- | -------- | -------- | ----------- | -------- | -------- |
| HBC Nantes        | X          | 27:24    | 33:33    | 27:28       | 10:0*    | 36:25    |
| GOG               | 29:29      | X        | 39:38    | 34:28       | 27:26    | 46:30    |
| Benfica Lisabon   | 31:30      | 25:33    | X        | 35:30       | 38:35    | 37:23    |
| TBV Lemgo         | 37:37      | 39:35    | 29:30    | X           | 30:27    | 39:30    |
| Medwedi Tschechow | 31:35      | 32:39    | 27:32    | 28:30       | X        | 0:10*    |
| Riihimäki Cocks   | 28:40      | 23:34    | 32:37    | 29:29       | 27:33    | X        |

| Di., 19. Oktober 2021 20:45 Uhr | TBV Lemgo              | 29:30   | Benfica Lisabon                 | Phoenix Contact Arena Zuschauer: 1791 Schiedsrichter: Stevann Pichon & Laurent Reveret |
| Di., 19. Oktober 2021 20:45 Uhr | meiste Tore: 7 Elísson | (16:14) | meiste Tore: 7 Rahmel, Grigoraș | Phoenix Contact Arena Zuschauer: 1791 Schiedsrichter: Stevann Pichon & Laurent Reveret |
| Di., 19. Oktober 2021 20:45 Uhr | eurohandball.com       |         |                                 | Phoenix Contact Arena Zuschauer: 1791 Schiedsrichter: Stevann Pichon & Laurent Reveret |

| Di., 26. Oktober 2021 20:45 Uhr | HBC Nantes           | 27:28   | TBV Lemgo                  | H Arena Zuschauer: 4796 Schiedsrichter: Javier Alvarez Mata & Yon Bustamante Lopez |
| Di., 26. Oktober 2021 20:45 Uhr | meiste Tore: 5 Briet | (10:12) | meiste Tore: 7 Carlsbogård | H Arena Zuschauer: 4796 Schiedsrichter: Javier Alvarez Mata & Yon Bustamante Lopez |
| Di., 26. Oktober 2021 20:45 Uhr | eurohandball.com     |         |                            | H Arena Zuschauer: 4796 Schiedsrichter: Javier Alvarez Mata & Yon Bustamante Lopez |

| Di., 16. November 2021 18:45 Uhr | Medwedi Tschechow       | 28:30   | TBV Lemgo               | Sport Hall „Olimpiyskiy“ Zuschauer: 500 Schiedsrichter: Dzmitry Nabokau & Siarhei Kulik |
| Di., 16. November 2021 18:45 Uhr | meiste Tore: 6 Jermakow | (15:13) | meiste Tore: 10 Elísson | Sport Hall „Olimpiyskiy“ Zuschauer: 500 Schiedsrichter: Dzmitry Nabokau & Siarhei Kulik |
| Di., 16. November 2021 18:45 Uhr | eurohandball.com        |         |                         | Sport Hall „Olimpiyskiy“ Zuschauer: 500 Schiedsrichter: Dzmitry Nabokau & Siarhei Kulik |

| Di., 23. November 2021 20:45 Uhr | TBV Lemgo            | 39:30   | Riihimäki Cocks         | Phoenix Contact Arena Zuschauer: 1420 Schiedsrichter: Michalis Tzaferopoulos & Andreas Bethmann |
| Di., 23. November 2021 20:45 Uhr | meiste Tore: 8 Zerbe | (18:14) | meiste Tore: 9 Tamminen | Phoenix Contact Arena Zuschauer: 1420 Schiedsrichter: Michalis Tzaferopoulos & Andreas Bethmann |
| Di., 23. November 2021 20:45 Uhr | eurohandball.com     |         |                         | Phoenix Contact Arena Zuschauer: 1420 Schiedsrichter: Michalis Tzaferopoulos & Andreas Bethmann |

| Di., 30. November 2021 18:45 Uhr | TBV Lemgo             | 30:27   | Medwedi Tschechow                      | Phoenix Contact Arena Zuschauer: 1455 Schiedsrichter: Ozren Backovic & Mirko Palackovic |
| Di., 30. November 2021 18:45 Uhr | meiste Tore: 10 Zerbe | (16:16) | meiste Tore: 5 Kotov, Ermakov, Kamenev | Phoenix Contact Arena Zuschauer: 1455 Schiedsrichter: Ozren Backovic & Mirko Palackovic |
| Di., 30. November 2021 18:45 Uhr | eurohandball.com      |         |                                        | Phoenix Contact Arena Zuschauer: 1455 Schiedsrichter: Ozren Backovic & Mirko Palackovic |

| Di., 7. Dezember 2021 20:45 Uhr | GOG                    | 34:28   | TBV Lemgo              | Jyske Bank Arena Odense Zuschauer: 3224 Schiedsrichter: Radojko Brkic & Andrei Jusufhodzic |
| Di., 7. Dezember 2021 20:45 Uhr | meiste Tore: 10 Madsen | (15:10) | meiste Tore: 8 Elísson | Jyske Bank Arena Odense Zuschauer: 3224 Schiedsrichter: Radojko Brkic & Andrei Jusufhodzic |
| Di., 7. Dezember 2021 20:45 Uhr | eurohandball.com       |         |                        | Jyske Bank Arena Odense Zuschauer: 3224 Schiedsrichter: Radojko Brkic & Andrei Jusufhodzic |

| Di., 15. Februar 2022 20:45 Uhr | Benfica Lisabon      | 35:30   | TBV Lemgo              | Pavilhão da Luz Nº 2 Zuschauer: 230 Schiedsrichter: Dalibor Jurinovic & Marko Mrvica |
| Di., 15. Februar 2022 20:45 Uhr | meiste Tore: 7 Kukić | (15:15) | meiste Tore: 9 Elísson | Pavilhão da Luz Nº 2 Zuschauer: 230 Schiedsrichter: Dalibor Jurinovic & Marko Mrvica |
| Di., 15. Februar 2022 20:45 Uhr | eurohandball.com     |         |                        | Pavilhão da Luz Nº 2 Zuschauer: 230 Schiedsrichter: Dalibor Jurinovic & Marko Mrvica |

| Di., 22. Februar 2022 20:45 Uhr | TBV Lemgo               | 37:37   | HBC Nantes             | Phoenix Contact Arena Zuschauer: 1382 Schiedsrichter: Michal Badura & Jaroslav Ondogrecula |
| Di., 22. Februar 2022 20:45 Uhr | meiste Tore: 15 Elísson | (17:20) | meiste Tore: 11 Rivera | Phoenix Contact Arena Zuschauer: 1382 Schiedsrichter: Michal Badura & Jaroslav Ondogrecula |
| Di., 22. Februar 2022 20:45 Uhr | eurohandball.com        |         |                        | Phoenix Contact Arena Zuschauer: 1382 Schiedsrichter: Michal Badura & Jaroslav Ondogrecula |

| Di., 1. März 2022 18:45 Uhr | Riihimäki Cocks               | 29:29   | TBV Lemgo                | Cocks Areena Riihimäki Zuschauer: 328 Schiedsrichter: Georgi Doychinov & Yulian Goretsov |
| Di., 1. März 2022 18:45 Uhr | meiste Tore: 5 Ersin, Basarić | (12:15) | meiste Tore: 7 Schwarzer | Cocks Areena Riihimäki Zuschauer: 328 Schiedsrichter: Georgi Doychinov & Yulian Goretsov |
| Di., 1. März 2022 18:45 Uhr | eurohandball.com              |         |                          | Cocks Areena Riihimäki Zuschauer: 328 Schiedsrichter: Georgi Doychinov & Yulian Goretsov |

| Di., 8. März 2022 18:45 Uhr | TBV Lemgo               | 39:35   | GOG                          | Phoenix Contact Arena Zuschauer: 1338 Schiedsrichter: Bartosz Leszczynski & Marcin Piechota |
| Di., 8. März 2022 18:45 Uhr | meiste Tore: 10 Elísson | (19:17) | meiste Tore: 9 Madsen, Lærke | Phoenix Contact Arena Zuschauer: 1338 Schiedsrichter: Bartosz Leszczynski & Marcin Piechota |
| Di., 8. März 2022 18:45 Uhr | eurohandball.com        |         |                              | Phoenix Contact Arena Zuschauer: 1338 Schiedsrichter: Bartosz Leszczynski & Marcin Piechota |

Der HBC Nantes informierte die EHF nach dem russischen Überfall auf die Ukraine 2022 darüber, dass sich der Verein nicht in der Lage sieht, Medwedi Tschechow zum anstehenden Match zu empfangen.
* Die EHF schloss am 28. Februar 2022 nach dem russischen Überfall auf die Ukraine 2022 alle russischen und belarussischen Teams von ihren Wettbewerben aus. Betroffen von diesem Ausschluss war somit auch das Team Medwedi Tschechow, das zu diesem Zeitpunkt auf Platz 5 der Gruppe stand.

### Gruppe C
| Pl.                              | Verein               | Sp. | S | U | N | Tore      | Diff. | Punkte |
| -------------------------------- | -------------------- | --- | - | - | - | --------- | ----- | ------ |
| 1.                               | SC Magdeburg         | 10  | 9 | 1 | 0 | 0317:2670 | +50   | 19     |
| 2.                               | IK Sävehof           | 10  | 6 | 0 | 4 | 0313:2970 | +16   | 12     |
| 3.                               | RK Našice            | 10  | 5 | 0 | 5 | 0295:3000 | −5    | 10     |
| 4.                               | Gorenje Velenje      | 10  | 4 | 1 | 5 | 0284:3060 | −22   | 9      |
| 5.                               | CB Ciudad de Logroño | 10  | 3 | 1 | 6 | 0307:3170 | −10   | 7      |
| 6.                               | Pays d’Aix UC        | 10  | 1 | 1 | 8 | 0290:3190 | −29   | 3      |
| Quelle: EHF, Stand: 8. März 2022 |                      |     |   |   |   |           |       |        |

Ergebnisse
| Gruppe C          | Schweden | Deutschland | Kroatien | Frankreich | Slowenien | Spanien |
| ----------------- | -------- | ----------- | -------- | ---------- | --------- | ------- |
| IK Sävehof        | X        | 26:29       | 33:23    | 33:31      | 27:28     | 43:31   |
| SC Magdeburg      | 31:25    | X           | 32:26    | 31:27      | 34:24     | 33:31   |
| RK Našice         | 39:31    | 24:28       | X        | 33:29      | 31:23     | 31:30   |
| Pays d’Aix UC     | 25:30    | 28:39       | 29:30    | X          | 26:26     | 37:31   |
| Gorenje Velenje   | 31:35    | 27:31       | 34:28    | 33:32      | X         | 32:31   |
| Ciudad de Logroño | 29:30    | 29:29       | 31:30    | 33:26      | 31:26     | X       |

| Di., 19. Oktober 2021 18:45 Uhr | Gorenje Velenje         | 27:31   | SC Magdeburg           | Rdeca Dvorana Zuschauer: 500 Schiedsrichter: Dimitar Mitrevski & Blagojche Todorovski |
| Di., 19. Oktober 2021 18:45 Uhr | meiste Tore: 8 Verdinek | (14:13) | meiste Tore: 6 Mertens | Rdeca Dvorana Zuschauer: 500 Schiedsrichter: Dimitar Mitrevski & Blagojche Todorovski |
| Di., 19. Oktober 2021 18:45 Uhr | eurohandball.com        |         |                        | Rdeca Dvorana Zuschauer: 500 Schiedsrichter: Dimitar Mitrevski & Blagojche Todorovski |

| Di., 26. Oktober 2021 18:45 Uhr | SC Magdeburg                   | 31:27   | Pays d’Aix UC               | GETEC Arena Zuschauer: 1698 Schiedsrichter: Marko Boricic & Dejan Markovic |
| Di., 26. Oktober 2021 18:45 Uhr | meiste Tore: 8 Smits, Damgaard | (18:18) | meiste Tore: 6 Kristjánsson | GETEC Arena Zuschauer: 1698 Schiedsrichter: Marko Boricic & Dejan Markovic |
| Di., 26. Oktober 2021 18:45 Uhr | eurohandball.com               |         |                             | GETEC Arena Zuschauer: 1698 Schiedsrichter: Marko Boricic & Dejan Markovic |

| Di., 16. November 2021 20:45 Uhr | CB Ciudad de Logroño           | 29:29   | SC Magdeburg         | Palacio de los Deportes Zuschauer: 700 Schiedsrichter: Nichlas Nygaard & Nicklas Mark Pedersen |
| Di., 16. November 2021 20:45 Uhr | meiste Tore: 10 Casado Marcelo | (13:16) | meiste Tore: 7 Weber | Palacio de los Deportes Zuschauer: 700 Schiedsrichter: Nichlas Nygaard & Nicklas Mark Pedersen |
| Di., 16. November 2021 20:45 Uhr | eurohandball.com               |         |                      | Palacio de los Deportes Zuschauer: 700 Schiedsrichter: Nichlas Nygaard & Nicklas Mark Pedersen |

| Di., 30. November 2021 20:45 Uhr | SC Magdeburg                       | 33:31   | CB Ciudad de Logroño           | GETEC Arena Zuschauer: 865 Schiedsrichter: Bartosz Leszczynski & Marcin Piechota |
| Di., 30. November 2021 20:45 Uhr | meiste Tore: 7 Magnússon, Damgaard | (16:15) | meiste Tore: 15 Casado Marcelo | GETEC Arena Zuschauer: 865 Schiedsrichter: Bartosz Leszczynski & Marcin Piechota |
| Di., 30. November 2021 20:45 Uhr | eurohandball.com                   |         |                                | GETEC Arena Zuschauer: 865 Schiedsrichter: Bartosz Leszczynski & Marcin Piechota |

| Di., 7. Dezember 2021 20:45 Uhr | SC Magdeburg         | 32:26   | RK Našice            | GETEC Arena Zuschauer: 800 Schiedsrichter: Stevann Pichon & Laurent Reveret |
| Di., 7. Dezember 2021 20:45 Uhr | meiste Tore: 6 Weber | (19:14) | meiste Tore: 8 Melic | GETEC Arena Zuschauer: 800 Schiedsrichter: Stevann Pichon & Laurent Reveret |
| Di., 7. Dezember 2021 20:45 Uhr | eurohandball.com     |         |                      | GETEC Arena Zuschauer: 800 Schiedsrichter: Stevann Pichon & Laurent Reveret |

| Di., 14. Dezember 2021 18:45 Uhr | IK Sävehof            | 26:29   | SC Magdeburg            | Partillebohallen Zuschauer: 2300 Schiedsrichter: Péter Horváth & Balázs Marton |
| Di., 14. Dezember 2021 18:45 Uhr | meiste Tore: 6 Westby | (11:11) | meiste Tore: 6 Damgaard | Partillebohallen Zuschauer: 2300 Schiedsrichter: Péter Horváth & Balázs Marton |
| Di., 14. Dezember 2021 18:45 Uhr | eurohandball.com      |         |                         | Partillebohallen Zuschauer: 2300 Schiedsrichter: Péter Horváth & Balázs Marton |

| Di., 15. Februar 2022 18:45 Uhr | SC Magdeburg         | 34:24   | Gorenje Velenje         | GETEC Arena Zuschauer: 1000 Schiedsrichter: Gytis Sniurevicius & Andrius Grigalionis |
| Di., 15. Februar 2022 18:45 Uhr | meiste Tore: 7 Smits | (20:12) | meiste Tore: 5 Verdinek | GETEC Arena Zuschauer: 1000 Schiedsrichter: Gytis Sniurevicius & Andrius Grigalionis |
| Di., 15. Februar 2022 18:45 Uhr | eurohandball.com     |         |                         | GETEC Arena Zuschauer: 1000 Schiedsrichter: Gytis Sniurevicius & Andrius Grigalionis |

| Di., 22. Dezember 2021 18:45 Uhr | Pays d’Aix UC                     | 28:39   | SC Magdeburg              | Arena du Pays d’Aix Zuschauer: 201 Schiedsrichter: Daniel Accoto Martins & Roberto Accoto Martins |
| Di., 22. Dezember 2021 18:45 Uhr | meiste Tore: 5 Claire, Brasseleur | (11:11) | meiste Tore: 7 Pettersson | Arena du Pays d’Aix Zuschauer: 201 Schiedsrichter: Daniel Accoto Martins & Roberto Accoto Martins |
| Di., 22. Dezember 2021 18:45 Uhr | eurohandball.com                  |         |                           | Arena du Pays d’Aix Zuschauer: 201 Schiedsrichter: Daniel Accoto Martins & Roberto Accoto Martins |

| Di., 1. März 2022 18:45 Uhr | SC Magdeburg            | 31:25   | IK Sävehof                      | GETEC Arena Zuschauer: 1035 Schiedsrichter: Nenad Nikolic & Dusan Stojkovic |
| Di., 1. März 2022 18:45 Uhr | meiste Tore: 7 Damgaard | (17:13) | meiste Tore: 5 Möller, Karlsson | GETEC Arena Zuschauer: 1035 Schiedsrichter: Nenad Nikolic & Dusan Stojkovic |
| Di., 1. März 2022 18:45 Uhr | eurohandball.com        |         |                                 | GETEC Arena Zuschauer: 1035 Schiedsrichter: Nenad Nikolic & Dusan Stojkovic |

| Di., 8. März 2022 20:45 Uhr | RK Našice            | 24:28   | SC Magdeburg             | Sportska dvorana kralja Tomislava Zuschauer: 1000 Schiedsrichter: Miljan Vesovic & Novica Mitrovic |
| Di., 8. März 2022 20:45 Uhr | meiste Tore: 7 Melić | (11:11) | meiste Tore: 11 Damgaard | Sportska dvorana kralja Tomislava Zuschauer: 1000 Schiedsrichter: Miljan Vesovic & Novica Mitrovic |
| Di., 8. März 2022 20:45 Uhr | eurohandball.com     |         |                          | Sportska dvorana kralja Tomislava Zuschauer: 1000 Schiedsrichter: Miljan Vesovic & Novica Mitrovic |

### Gruppe D
| Pl.                              | Verein                | Sp. | S | U | N | Tore      | Diff. | Punkte |
| -------------------------------- | --------------------- | --- | - | - | - | --------- | ----- | ------ |
| 1.                               | USAM Nîmes Gard       | 10  | 5 | 2 | 3 | 0290:2740 | +16   | 12     |
| 2.                               | RK Eurofarm Pelister  | 10  | 5 | 2 | 3 | 0271:2480 | +23   | 12     |
| 3.                               | Kadetten Schaffhausen | 10  | 4 | 3 | 3 | 0282:2770 | +5    | 11     |
| 4.                               | Sporting Lissabon     | 10  | 5 | 1 | 4 | 0290:2790 | +11   | 11     |
| 5.                               | AEK Athen             | 10  | 4 | 0 | 6 | 0274:2830 | −9    | 8      |
| 6.                               | Tatabánya KC          | 10  | 3 | 0 | 7 | 0254:3000 | −46   | 6      |
| Quelle: EHF, Stand: 8. März 2022 |                       |     |   |   |   |           |       |        |

Ergebnisse
| Gruppe A              | Frankreich | Nordmazedonien | Portugal | Schweiz | Griechenland | Ungarn |
| --------------------- | ---------- | -------------- | -------- | ------- | ------------ | ------ |
| USAM Nîmes            | X          | 25:23          | 33:27    | 33:33   | 26:27        | 24:22  |
| Eurofarm Pelister     | 21:26      | X              | 31:25    | 27:26   | 30:19        | 33:20  |
| Sporting Lissabon     | 32:30      | 27:27          | X        | 29:28   | 31:30        | 34:26  |
| Kadetten Schaffhausen | 25:25      | 28:28          | 26:24    | X       | 30:26        | 32:26  |
| AEK Athen             | 34:30      | 27:30          | 25:24    | 28:31   | X            | 34:26  |
| Tatabánya KC          | 30:38      | 25:21          | 23:37    | 31:23   | 25:24        | X      |

| Di., 19. Oktober 2021 20:45 Uhr | Sporting Lissabon               | 29:28  | Kadetten Schaffhausen  | Pavilhão João Rocha Zuschauer: 489 Schiedsrichter: Rickard Canbro & Jasmin Kliko |
| Di., 19. Oktober 2021 20:45 Uhr | meiste Tore: 8 Gassama Cissokho | (9:12) | meiste Tore: 9 Zehnder | Pavilhão João Rocha Zuschauer: 489 Schiedsrichter: Rickard Canbro & Jasmin Kliko |
| Di., 19. Oktober 2021 20:45 Uhr | eurohandball.com                |        |                        | Pavilhão João Rocha Zuschauer: 489 Schiedsrichter: Rickard Canbro & Jasmin Kliko |

| Di., 26. Oktober 2021 18:45 Uhr | Kadetten Schaffhausen  | 28:28   | RK Eurofarm Pelister | BBC-Arena Zuschauer: 620 Schiedsrichter: Maike Merz & Tanja Kuttler |
| Di., 26. Oktober 2021 18:45 Uhr | meiste Tore: 8 Zehnder | (16:11) | meiste Tore: 6 Perić | BBC-Arena Zuschauer: 620 Schiedsrichter: Maike Merz & Tanja Kuttler |
| Di., 26. Oktober 2021 18:45 Uhr | eurohandball.com       |         |                      | BBC-Arena Zuschauer: 620 Schiedsrichter: Maike Merz & Tanja Kuttler |

| Di., 16. November 2021 18:45 Uhr | Tatabánya KC          | 31:23   | Kadetten Schaffhausen          | Audi Arena Zuschauer: 720 Schiedsrichter: Davor Loncar & Zoran Loncar |
| Di., 16. November 2021 18:45 Uhr | meiste Tore: 10 Győri | (15:11) | meiste Tore: 4 Küttel, Tominec | Audi Arena Zuschauer: 720 Schiedsrichter: Davor Loncar & Zoran Loncar |
| Di., 16. November 2021 18:45 Uhr | eurohandball.com      |         |                                | Audi Arena Zuschauer: 720 Schiedsrichter: Davor Loncar & Zoran Loncar |

| Di., 23. November 2021 20:45 Uhr | Kadetten Schaffhausen            | 25:25   | USAM Nîmes Gard         | BBC-Arena Zuschauer: 558 Schiedsrichter: Jesper Kirkholm Madsen & Henrik Mortensen |
| Di., 23. November 2021 20:45 Uhr | meiste Tore: 5 Zehnder, Schelker | (15:13) | meiste Tore: 8 Jakobsen | BBC-Arena Zuschauer: 558 Schiedsrichter: Jesper Kirkholm Madsen & Henrik Mortensen |
| Di., 23. November 2021 20:45 Uhr | eurohandball.com                 |         |                         | BBC-Arena Zuschauer: 558 Schiedsrichter: Jesper Kirkholm Madsen & Henrik Mortensen |

| Di., 30. November 2021 18:45 Uhr | Kadetten Schaffhausen   | 30:26   | AEK Athen              | BBC-Arena Zuschauer: 769 Schiedsrichter: Andrej Budzak & Michal Zahradnik |
| Di., 30. November 2021 18:45 Uhr | meiste Tore: 10 Zehnder | (18:10) | meiste Tore: 7 Mylonas | BBC-Arena Zuschauer: 769 Schiedsrichter: Andrej Budzak & Michal Zahradnik |
| Di., 30. November 2021 18:45 Uhr | eurohandball.com        |         |                        | BBC-Arena Zuschauer: 769 Schiedsrichter: Andrej Budzak & Michal Zahradnik |

| Di., 7. Dezember 2021 18:45 Uhr | AEK Athen              | 28:31   | Kadetten Schaffhausen   | Tasos Kampouris - Chalkida Zuschauer: 700 Schiedsrichter: Fabian Baumgart & Sascha Wild |
| Di., 7. Dezember 2021 18:45 Uhr | meiste Tore: 7 Mylonas | (15:17) | meiste Tore: 7 Cañellas | Tasos Kampouris - Chalkida Zuschauer: 700 Schiedsrichter: Fabian Baumgart & Sascha Wild |
| Di., 7. Dezember 2021 18:45 Uhr | eurohandball.com       |         |                         | Tasos Kampouris - Chalkida Zuschauer: 700 Schiedsrichter: Fabian Baumgart & Sascha Wild |

| Di., 15. Februar 2022 20:45 Uhr | Kadetten Schaffhausen            | 26:24   | Sporting Lissabon            | BBC-Arena Zuschauer: 856 Schiedsrichter: Karim Gasmi & Raouf Gasmi |
| Di., 15. Februar 2022 20:45 Uhr | meiste Tore: 8 Zehnder, Cañellas | (10:11) | meiste Tore: 6 Mota da Costa | BBC-Arena Zuschauer: 856 Schiedsrichter: Karim Gasmi & Raouf Gasmi |
| Di., 15. Februar 2022 20:45 Uhr | eurohandball.com                 |         |                              | BBC-Arena Zuschauer: 856 Schiedsrichter: Karim Gasmi & Raouf Gasmi |

| Di., 22. Februar 2022 18:45 Uhr | RK Eurofarm Pelister | 27:26   | Kadetten Schaffhausen  | Boro Curlevski - Mladost Bitola Zuschauer: 1500 Schiedsrichter: Tomislav Cindric & Robert Gonzurek |
| Di., 22. Februar 2022 18:45 Uhr | meiste Tore: 7 Perić | (15:12) | meiste Tore: 6 Zehnder | Boro Curlevski - Mladost Bitola Zuschauer: 1500 Schiedsrichter: Tomislav Cindric & Robert Gonzurek |
| Di., 22. Februar 2022 18:45 Uhr | eurohandball.com     |         |                        | Boro Curlevski - Mladost Bitola Zuschauer: 1500 Schiedsrichter: Tomislav Cindric & Robert Gonzurek |

| Di., 1. März 2022 20:45 Uhr | USAM Nîmes Gard      | 33:33   | Kadetten Schaffhausen | La Parnasse Zuschauer: 2000 Schiedsrichter: Gytis Sniurevicius & Andrius Grigalionis |
| Di., 1. März 2022 20:45 Uhr | meiste Tore: 8 Sanad | (14:16) | meiste Tore: 7 Bartók | La Parnasse Zuschauer: 2000 Schiedsrichter: Gytis Sniurevicius & Andrius Grigalionis |
| Di., 1. März 2022 20:45 Uhr | eurohandball.com     |         |                       | La Parnasse Zuschauer: 2000 Schiedsrichter: Gytis Sniurevicius & Andrius Grigalionis |

| Di., 8. März 2022 20:45 Uhr | Kadetten Schaffhausen          | 32:26   | Tatabánya KC                 | BBC-Arena Zuschauer: 907 |
| Di., 8. März 2022 20:45 Uhr | meiste Tore: 7 Maros, Schelker | (19:17) | meiste Tore: 6 Ancsin, Győri | BBC-Arena Zuschauer: 907 |
| Di., 8. März 2022 20:45 Uhr | eurohandball.com               |         |                              | BBC-Arena Zuschauer: 907 |

## K.o.-Runde

### Achtelfinale
Die Spiele im Achtelfinale wurden am 29. März und 5. April 2022 ausgetragen.
| Mannschaft 1            |       | Mannschaft 2         | Hinspiel      | Rückspiel     |
| ----------------------- | ----- | -------------------- | ------------- | ------------- |
| Kadetten Schaffhausen   | 60:60 | IK Sävehof           | 32:26 (13:14) | 28:34 (15:19) |
| TBV Lemgo               | 56:59 | Wisła Płock          | 28:31 (15:13) | 28:28 (13:12) |
| RK Našice               | 51:47 | RK Eurofarm Pelister | 29:26 (12:10) | 22:21 (11:11) |
| Bidasoa Irún            | 59:63 | GOG                  | 28:30 (12:13) | 31:33 (12:20) |
| HBC Nantes              | 58:54 | Füchse Berlin        | 25:24 (10:12) | 33:30 (14:15) |
| Sporting Lissabon       | 64:65 | SC Magdeburg         | 29:29 (16:13) | 35:36 (19:21) |
| Fenix Toulouse Handball | 68:70 | Benfica Lisabon      | 38:34 (17:20) | 30:36 (15:17) |
| Gorenje Velenje         | 59:57 | USAM Nîmes Gard      | 29:22 (15:12) | 30:35 (15:18) |

Im Duell der Kadetten gegen Sävehof entschied am Ende die Auswärtstorregel, damit kamen die Schweizer eine Runde weiter.

### Viertelfinale
Die Spiele im Viertelfinale wurden am 26. April und 3. Mai 2022 ausgetragen.
| Mannschaft 1          | Tore  | Mannschaft 2    | Hinspiel      | Rückspiel     |
| --------------------- | ----- | --------------- | ------------- | ------------- |
| Kadetten Schaffhausen | 53:68 | Wisła Płock     | 31:33 (18:19) | 22:35 (11:17) |
| RK Našice             | 69:64 | GOG             | 32:27 (16:14) | 37:37 (20:22) |
| Benfica Lisabon       | 63:56 | Gorenje Velenje | 36:29 (16:18) | 27:27 (15:11) |
| HBC Nantes            | 53:58 | SC Magdeburg    | 25:28 (13:11) | 28:30 (12:16) |

## Finalrunde
Die Finalrunde fand am 28. und 29. Mai 2022 in Lissabon statt. In ihr traten die vier Vereine Wisła Płock, RK Našice, Benfica Lisabon und SC Magdeburg an.
Mit Benfica Lissabon und RK Našice standen zwei Teams im Halbfinale, die schon in der ersten Runde der Qualifikation gestartet waren; das war zuletzt in der Spielzeit 2004/2005 dem TUSEM Essen gelungen.

### Halbfinale
Die beiden Halbfinalbegegnungen wurden am 28. Mai 2022 ausgetragen.
| Mannschaft 1 | Ergebnis      | Mannschaft 2    |
| ------------ | ------------- | --------------- |
| SC Magdeburg | 34:29 (18:13) | RK Našice       |
| Wisła Płock  | 19:26 (08:10) | Benfica Lisabon |

### Spiel um Platz 3
Das Spiel um Platz 3 der EHF European League 2021/22 wurde am 29. Mai 2022 ausgetragen.
| Mannschaft 1 | Ergebnis      | Mannschaft 2 |
| ------------ | ------------- | ------------ |
| RK Našice    | 22:27 (13:14) | Wisła Płock  |

### Finale
Das Spiel im Finale der EHF European League 2021/22 wurde am 29. Mai 2022 ausgetragen und fand vor 5055 Zuschauern statt.
Zum MVP wurde der spanische Torhüter Sergey Hernández gekürt.
| Mannschaft 1 | Ergebnis                  | Mannschaft 2    |
| ------------ | ------------------------- | --------------- |
| SC Magdeburg | 39:40 n. V (32:32, 14:15) | Benfica Lisabon |

SC Magdeburg: Green, Jensen – Chrapkowski , Musche (3), Kristjánsson (7), Pettersson, Magnússon   (12), Hornke (8), Weber (1), Gullerud  (1), Mertens (2), Saugstrup  (2), O’Sullivan  (1), Bezjak , Smits (2), Damgaard
Benfica Lissabon: Hernández, Capdeville – Keïta, Källman  (6), Moreira (2), Moreno  ,  Martins, Borges   (6), Rahmel  (11), Kukić (5), Grigoraș      (1), Moraes, Kljun, da Silva, Đorđić (9), Pereira
Schiedsrichter  Arthur Brunner, Morad Salah

## Torschützen
| Platz | Spieler        | Club             | Tore |
| ----- | -------------- | ---------------- | ---- |
| 1     | Petar Đorđić   | Benfica Lissabon | 108  |
| 2     | Halil Jaganjac | RK Našice        | 107  |
| 3     | Mohammad Sanad | USAM Nîmes       | 99   |